# Théâtre du Nord-Ouest
 (avril 2023).
Le théâtre du Nord-Ouest (ou TNO), sis au 13, rue du Faubourg-Montmartre, dans le 9e arrondissement de Paris, est un théâtre d'art et d'essai, naguère subventionné par le ministère de la Culture.  
Il a ouvert en juin 1997 et est dirigé depuis lors par Jean-Luc Jeener. Le théâtre est connu pour ses intégrales d'auteurs classiques.
Le théâtre est proche de la station de métro Grands Boulevards.

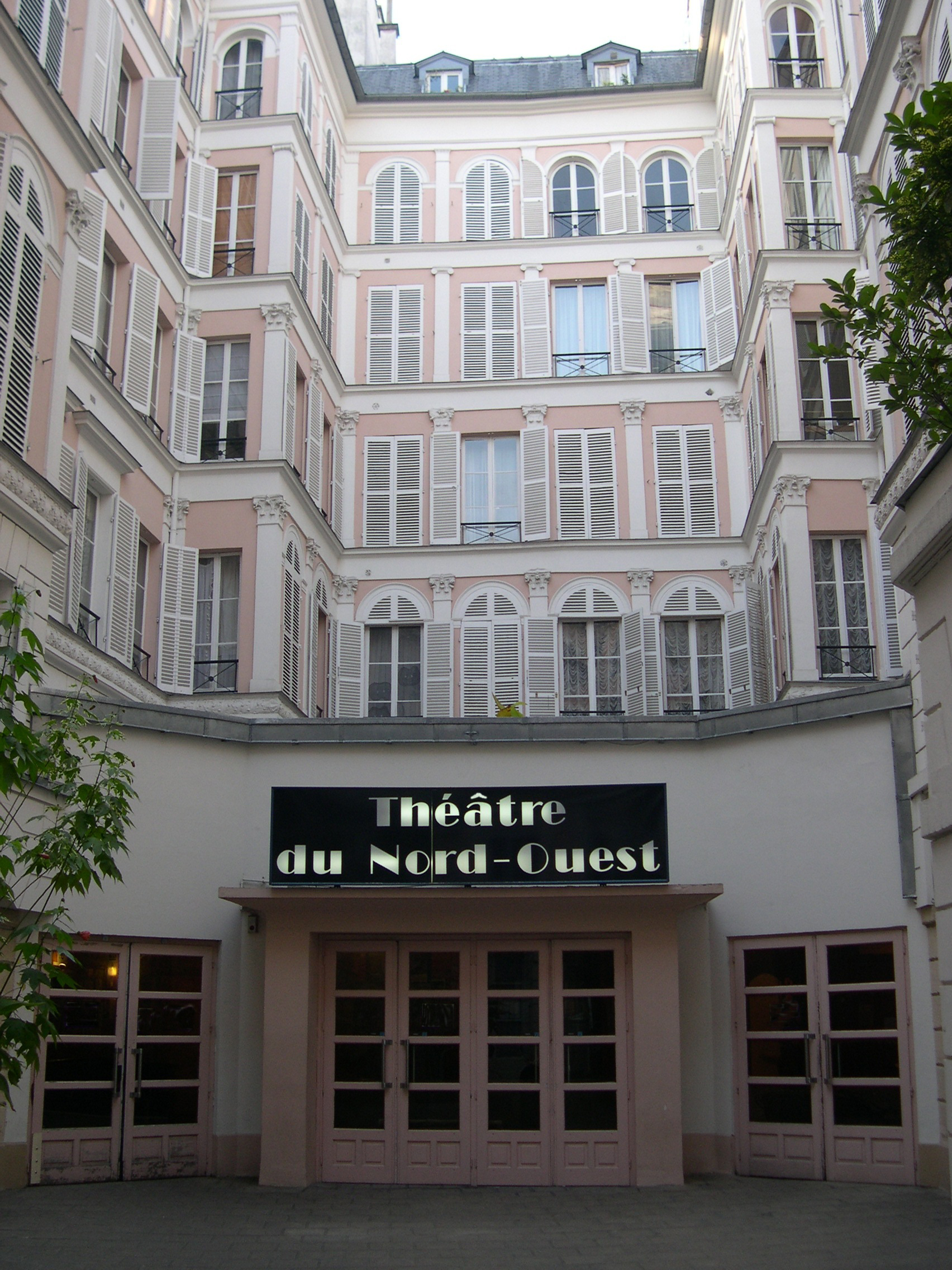
Façade du théâtre du Nord-Ouest

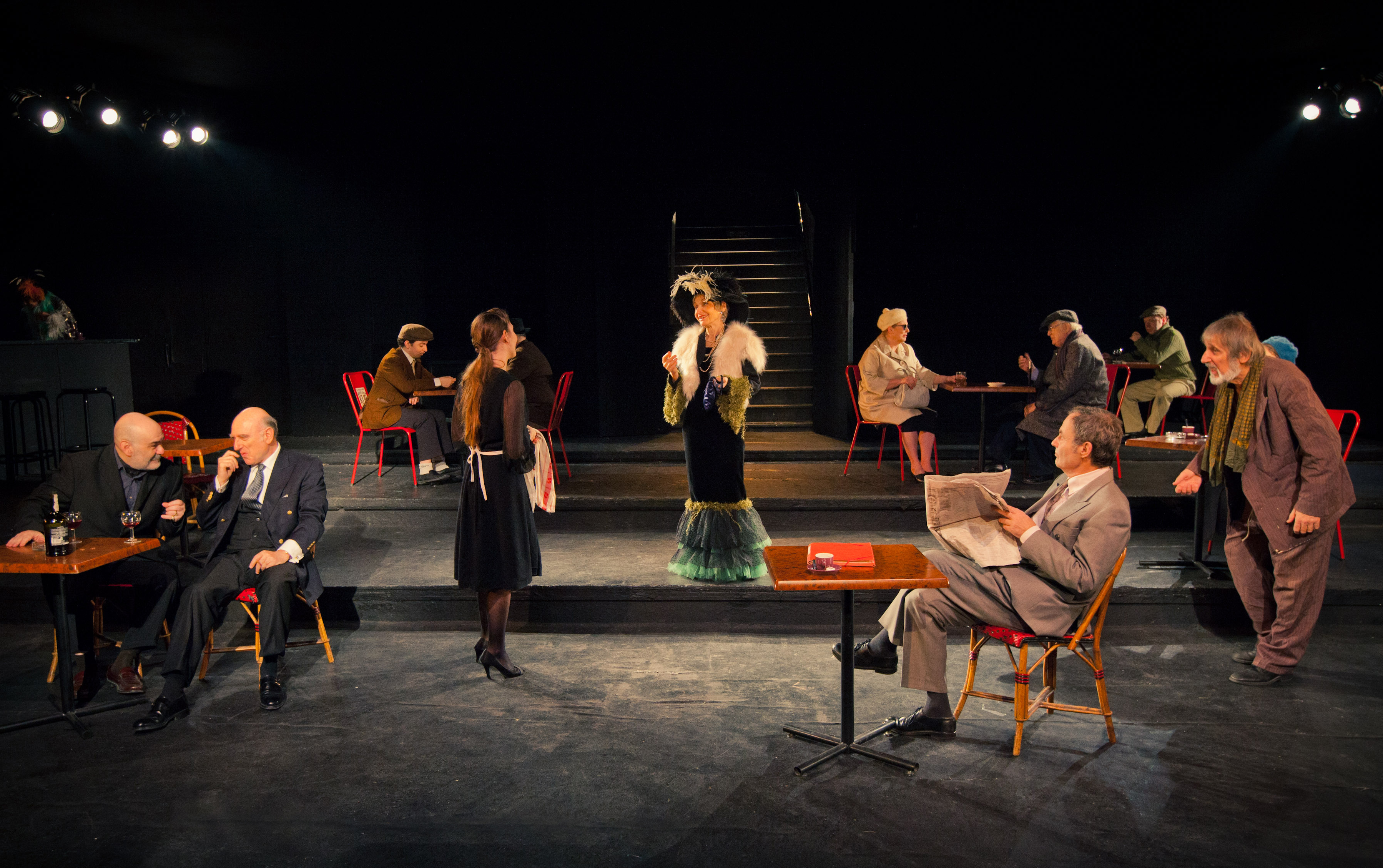
La Folle de Chaillot de Jean Giraudoux mise en scène par Jean-Luc Jeener. Salle Laborey 2012. Photo Jules Pajot

## Histoire
Avant de devenir un théâtre, les murs accueillirent Le Club des Cinq, cabaret ouvert à la Libération par cinq anciens de la 2e division blindée. Édith Piaf y donna de nombreux récitals et Yves Montand y fit ses débuts parisiens, en première partie de la chanteuse. Jo Longmann, un des cinq fondateurs du cabaret, était l'entraîneur  de Marcel Cerdan. En juillet 1946, c'est au Club des Cinq que Cerdan entend pour la première fois la Môme. Claude Lelouch reconstitua en décors Le Club des Cinq pour son film Édith et Marcel (1983). En mars 1948, François Mitterrand, alors ministre des Anciens Combattants, y organise un gala auquel participent Piaf et Cerdan. 
Passé de mode, le cabaret des Grands boulevards fut converti en cinéma de quartier et devint en 1954 le cinéma Le Club. En 1991, le cinéma fut transformé en salle de concert consacrée au jazz et au rock par le trompettiste Luc Molins et Michel Pintenet, actuel directeur de la scène nationale de Foix. Ils nommèrent le nouveau lieu Le Passage du Nord-Ouest, en référence à la route maritime arctique qui relie parfois les océans Atlantique et Pacifique.
En 1997, Jean-Luc Jeener y installe sa Compagnie de l’Élan, qui jouait depuis 1986 dans la crypte de l'église Saint-Eustache.
Le théâtre du Nord-Ouest est situé presque en face du Palace, célèbre boîte de nuit parisienne des années 1980 et 1990, rouvert comme théâtre de boulevard en novembre 2008.
En 2020, mettant à profit la fermeture forcée du théâtre à cause de la pandémie de coronavirus, le théâtre du Nord-Ouest a mené une rénovation complète du vaste foyer du théâtre, du bar, et des coulisses afin de rendre plus confortable l'accueil des spectateurs et des comédiens.

## Programmation
Le théâtre accueille chaque saison de nombreux comédiens, d'origine et d'expérience très variées : du sociétaire de la Comédie-Française à l'élève de cours de théâtre, tel le proche Conservatoire national supérieur d'art dramatique. Soutenu dès sa création par Francis Huster et Yasmina Reza, le TNO compte, parmi les comédiens connus y ayant joué, les noms de Jean-Pierre Bernard, Denise Bosc, Emmanuel Dechartre, Bernard-Pierre Donnadieu, Antoinette Guédy, le réalisateur acteur Michel Wyn, Michel Le Royer, Odile Mallet et Geneviève Brunet, Robert Marcy, Janine Souchon, ou encore Bérengère Dautun et Jean Davy (anciens sociétaires de la Comédie-Française). 
Parmi les jeunes acteurs y ayant joué à leurs débuts, on compte par exemple Assane Timbo, Anatole de Bodinat, Anne Coutureau, Arnaud Denis, Lucien Jean-Baptiste, Thomas Le Douarec, Gilles Langlois,  Yann Reuzeau, ou Stéphanie Tesson (devenue directrice du théâtre de Poche-Montparnasse).
Le théâtre a également pour mission essentielle de révéler au public de nouveaux auteurs de théâtre contemporain (récemment Stéphanie Le Bail, Monique Lancel, Alain Duprat, Christian Morel de Sarcus, Israël Horovitz, etc.). Enfin, le Nord-Ouest permet à des spectacles variés, sans moyens de production, d'y être créés avant d'être repris dans d'autres théâtres (théâtre du Lucernaire, théâtre 13, théâtre le Guichet Montparnasse, théâtre Essaïon, théâtre Mouffetard, etc.), de figurer au programme du Festival d'Avignon, du Mois Molière à Versailles, du Festival Théâtres de Bourbon depuis sa création en 2019 ou de partir en tournée.
La particularité du théâtre du Nord-Ouest réside notamment dans la double alternance de sa programmation.
Alternance de spectacles dans les deux salles :
- la grande salle (salle Laborey), d'origine, offrant 120 places et un vaste plateau sur lequel débouche un élégant escalier ;
- une petite salle (salle Economidès), de 80 places, aménagée en 1997 derrière le foyer et permettant une proximité intimiste avec le public.

Alternance de deux saisons :
- l'une consacrée à l'intégrale de l'œuvre théâtrale d'un grand auteur classique ;

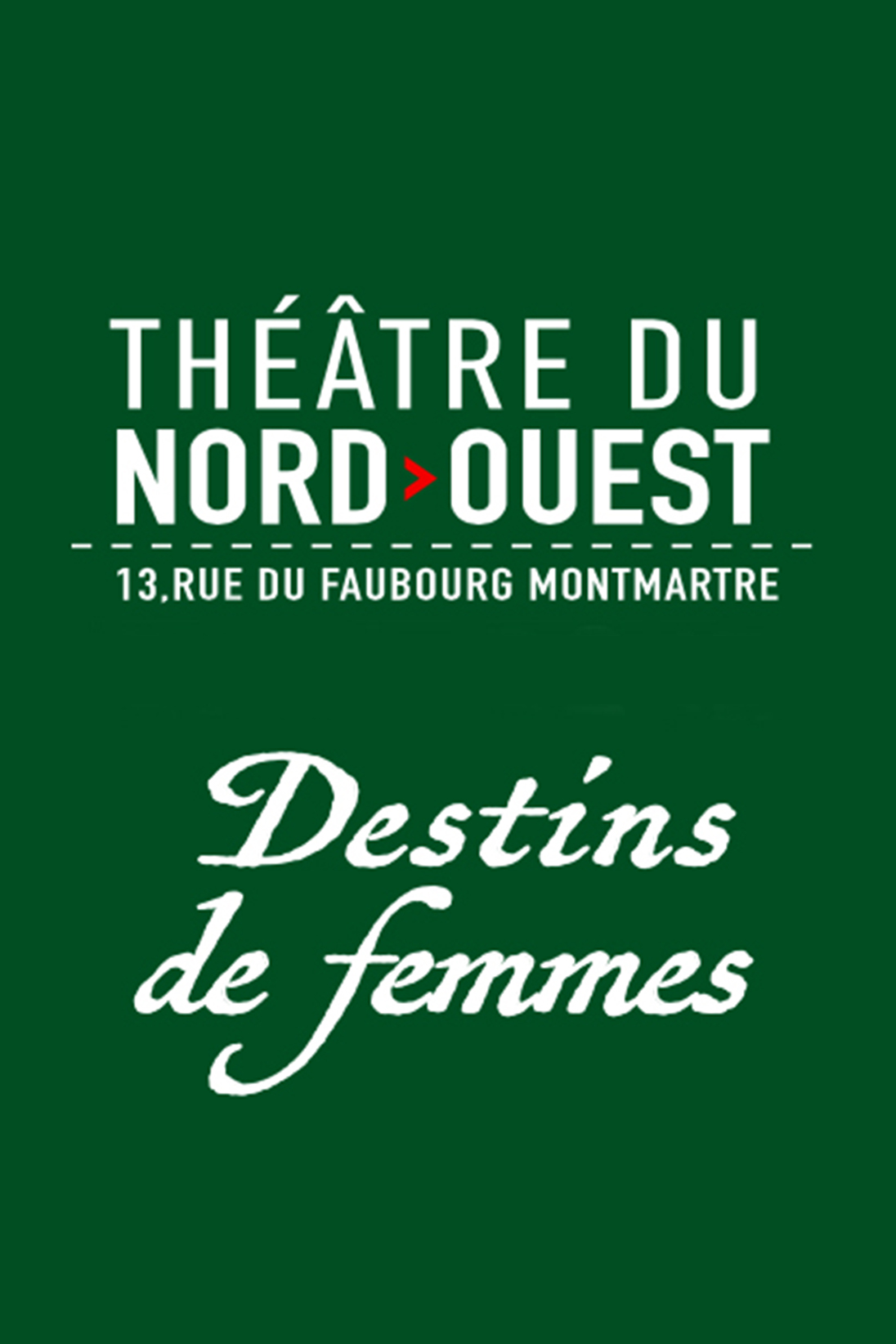
Cycle "Destins de femmes"

- l'autre à un thème de réflexion illustré par 30 à 40 pièces, dont environ cinq créations originales par an.

### Saisons "Intégrales"
- Molière  en 1997
- Racine en 1999
- Musset en 2000
- Corneille en 2001
- Hugo en 2002
- Claudel en 2003
- Feydeau en 2004
- Marivaux en 2005
- Montherlant en 2006
- Shakespeare en 2007
- Molière en 2008
- Strindberg en 2009
- Labiche en 2010
- Giraudoux en 2012
- Racine[6],[7],[8] de janvier à septembre 2015
- Ibsen[9] du 7 février au 14 octobre 2018
- Maupassant du 15 octobre 2018 au 6 janvier 2019
- Tchekhov du 9 janvier au 13 octobre 2019
- Shakespeare[10] à partir du 15 octobre 2019, en 2020 (par intermittence) et 2021
- Les deux Géants[11],[12],[13],[14], Shakespeare[10] & Molière à partir du 12 janvier 2022
- Dom Juan, Hamlet et les autres[15],[16] à partir du 4 janvier 2023

### Saisons à "Thème"
- Spiritualité et Religions en 2002
- Théâtre Miroir du Monde en 2003
- La mort et le passage en 2004
- Justice & Politique en 2005
- Jeanne d'Arc et autres femmes en 2006
- Le cœur et l'esprit en 2007
- Théâtre et engagement en 2008
- Dom Juan et le libertinage en 2009
- Des prisons & des hommes en 2010
- Sartre & Camus & de Gaulle et la politique en 2011
- Paroles d'aujourd'hui en 2013
- Les Chefs-d'œuvre du théâtre en 2013 et 2014
- Mensonges & Trahisons en 2016
- Religion & Laïcité en 2017-2018[17]
- Destins de femmes en 2024
- Théâtre essentiel en 2025

Chaque saison intégrale, outre la mise en scène de l'ensemble des œuvres d'un auteur, donne lieu à des lectures de sa correspondance, de ses discours, de sa poésie, etc., et aussi de textes - critiques, pastiches, etc. - de contemporains pouvant éclairer son œuvre.